# 12401 Tucholsky
12401 Tucholsky eller 1995 OG10 är en asteroid i huvudbältet som upptäcktes den 21 juli 1995 av den tyske astronomen Freimut Börngen vid Tautenburg-observatoriet. Den är uppkallad efter den tyske författaren Kurt Tucholsky.
Asteroiden har en diameter på ungefär 3 kilometer och den tillhör asteroidgruppen Massalia.